# 陳沛敏
陳沛敏，香港記者及傳媒人，於1992年畢業於香港中文大學新亞書院工商管理系，其後擔任過《資本》雜誌月刊記者、《星島日報》港聞版記者以及《蘋果日報》港聞版高級記者、副採訪主任、總編輯、副社長。
2021年6月17日，警方國安處以「串謀勾結外國或境外勢力危害國家安全罪」拘捕包括陳沛敏在內的多名《蘋果日報》高層，其後獲准保釋。2021年6月25日，陳沛敏辭任《蘋果日報》副社長。2021年12月29日，她於香港立場新聞高層大搜捕中被再次逮捕。

## 家庭
陳沛敏的丈夫是前《立場新聞》副總編輯鍾沛權。據同是資深傳媒人潘麗瓊於《明報》專欄所述，鍾為工運分子出身，曾在香港《經濟日報》及《明報》任職記者，之後與《經濟日報》舊同事余家輝創建《立場新聞》的前身《主場新聞》。